# Mathias Vacek
Mathias Vacek (Beroun, 12 juni 2002) is een Tsjechisch wielrenner. Zijn broer Karel is ook wielrenner.

## Carrière
Vacek deed lange tijd naast het wielrennen ook aan langlaufen zo nam hij in 2019 deel aan het Olympisch jeugdfestival en een jaar later aan de Olympische Jeugdspelen. Bij de junioren won hij meerdere wedstrijden in eigen land maar stopte in 2020 om zich toe te leggen op het wielrennen. 
Op het Europees kampioenschap wielrennen voor junioren van 2019  werd hij zesde in de wegrit, op het WK dat jaar moest hij opgeven in de wegrit en werd 42e in de tijdrit. Een jaar later in 2020 werd hij zowel Europees als nationaal kampioen tijdrijden bij de junioren. Op de weg werd hij tweede nationaal en 32e op het wereldkampioenschap. In 2021 tekende hij een contract bij de Russische ploeg Gazprom-RusVelo. In 2021 werd hij derde bij de beloften in het tijdrijden en vijfde bij de elite op de weg in het Tsjechisch nationaal kampioenschap. In 2022 stopte hij bij zijn ploeg na de inval van Rusland in Oekraïne. Hij werd bij de beloften nationaal kampioen tijdrijden en 12e in de wegrit bij de elite. Hij won de zesde etappe in de Ronde van de Verenigde Arabische Emiraten. Op het Europees kampioenschap voor beloften werd hij tweede in de wegrit en vijftiende in de tijdrit.
Hij werd in de zomer van 2022 stagiair bij de Amerikaanse ploeg Trek-Segafredo. Voor het seizoen 2023 werd hij profrenner bij deze formatie. Hij won het jongerenklassement in de Ronde van België en werd Tsjechisch kampioen op de weg.

## Erelijst
2020
 Tsjechisch kampioen tijdrijden, junioren
 Tsjechisch kampioenschap op de weg, junioren
 Europees kampioen tijdrijden, junioren
2021
 Tsjechisch kampioenschap tijdrijden, beloften
2022
6e etappe Ronde van de Verenigde Arabische Emiraten
Proloog Vredeskoers-GP Jeseniky U23
Jongerenklassement Vredeskoers-GP Jeseniky U23
 Tsjechisch kampioen tijdrijden, beloften
 Europees kampioenschap op de weg, beloften
1e en 2e etappe Tlmace
 Wereldkampioenschap op de weg, beloften
2023
Jongerenklassement Ronde van België
 Tsjechisch kampioen op de weg, elite
2024
Jongerenklassement Ronde van Noorwegen
Jongerenklassement Ronde van België
 Tsjechisch kampioen tijdrijden, elite
2025
1e etappe Ronde van Valencia (TTT)
 Tsjechisch kampioen tijdrijden, elite
 Tsjechisch kampioen op de weg, elite
4e etappe Ronde van Wallonië
Jongerenklassement Ronde van Wallonië

## Resultaten in voornaamste wedstrijden
| Jaar | Ronde van Italië | Ronde van Frankrijk | Ronde van Spanje |
| ---- | ---------------- | ------------------- | ---------------- |
| 2023 |                  |                     |                  |
| 2024 |                  |                     | 61e              |
| 2025 | 57e              |                     |                  |

| Jaar | Gent-Wevelgem | Ronde van Vlaanderen | Parijs-Roubaix | Amstel Gold Race | Parijs-Tours |  | WK op de weg |
| ---- | ------------- | -------------------- | -------------- | ---------------- | ------------ |  | ------------ |
| 2023 |               | 65e                  | 67e            | opgave           |              |  | opgave       |
| 2024 |               |                      | 43e            |                  | ↑            |  | 20e          |
| 2025 | opgave        | 80e                  | 116e           |                  |              |  |              |

## Ploegen
- 2021 –  Gazprom-RusVelo
- 2022 –  Gazprom-RusVelo (tot 1 maart)
- 2022 –  Trek-Segafredo (stagiair)
- 2023 –  Trek-Segafredo
- 2024 –  Lidl-Trek
- 2025 –  Lidl-Trek

Bojev · Canola · D. Cima · I. Cima · Kotsjetkov · Kreuziger · Koezmin · Koeznetsov · Nekrasov · Nytsj · Rikoenov · Rovny · Scaroni · Sjaloenov · Strachov · Tsjerkasov · Tsjernetski · Vacek · Velasco · Zakarin · Dversnes (stagiair) · Lucca (stagiair) · Lunder (stagiair)
Canola · Carboni · Conci · Díaz · Fedeli · Kotsjetkov · Kukrle · Lunder · Malucelli · Nekrasov · Nytsj · Piccolo · Rikoenov · Rivera · Rovny · Scaroni · Strachov · Tsjerkasov · Tsjernetski · Vacek · Zakarin
Aberasturi · Baroncini · Bernard · Brambilla · Brustenga · Cataldo · Ciccone · Egholm · Elissonde · Gallopin · Gebreigzabhier· Hellemose · Hoelgaard · Hoole · Kamp · Kirsch · Liepiņš · López · Mollema · Mosca · Moschetti · Pedersen · Pellaud · Simmons · Skjelmose Jensen · Skujiņš · Stuyven · Theuns · Tiberi · Tolhoek · Vergaerde · Nys (stagiair) · Vacek (stagiair)
Aberasturi · Baroncini · Bernard · Brustenga · Cataldo · Ciccone · Elissonde · Gallopin · Gebreigzabhier · Hellemose · Hoelgaard · Hoole · Kirsch · Liepiņš · López · Mollema · Mosca · Nys · Mad.Pedersen · Simmons · Skjelmose · Skujiņš · Stuyven · Tesfatsion · Theuns · Tiberi (tot 28/4) · Tolhoek · Vacek · Vergaerde · Aebersold (stagiair) · Mar.Pedersen (stagiair) · Teutenberg (stagiair)
Bagioli · Bernard · Cataldo · Ciccone · Consonni · Declercq · Felline · Geoghegan Hart · Ghebreigzabhier · Gibbons · Hoole · Kirsch · Konrad · López · Milan · Mollema · Mosca · Nys · Oomen · Pedersen · Simmons · Skjelmose · Skujiņš · Stuyven · Tesfatsion · Theuns · Vacek · Vergaerde · Verona · Ronhaar (stagiair)